# 摩訶達馬亞扎迪勃底
摩诃达马亚扎迪勃底（1714年3月29日—1754年10月13日），缅甸东吁王朝国王，1752年，孟族军队占领首都阿瓦，被俘至白古，东吁王朝灭亡。